# 2014 SR350
2014 SR350 est un objet transneptunien de la famille des objets épars avec un diamètre estimé à environ à 200 km.